# Der blinde Uhrmacher
Der blinde Uhrmacher: Ein neues Plädoyer für den Darwinismus (The Blind Watchmaker) ist ein 1986 im Original auf Englisch und 1987 auf Deutsch erschienenes Sachbuch von  Richard Dawkins. Dawkins erklärt und argumentiert für die Evolutionstheorie durch den Prozess der natürlichen Selektion und reagiert auf Kritik an seinem früheren Werk Das egoistische Gen.

## Inhalt
Mit dem Titel spielt Dawkins auf die Uhrmacher-Analogie an, ein teleologisches Argument, das unter anderem von William Paley in dieser Form vorgebracht wurde und heute von Vertretern des Kreationismus und des Intelligent Designs angeführt wird. Paley argumentiert in seiner Natural Theology 1802, also 50 Jahre vor Charles Darwin, dass eine auf dem Feld gefundene Taschenuhr als intelligent konstruiertes Objekt erkannt werde und dass folglich auch die lebenden Organismen als Werke eines intelligenten Konstrukteurs anzusehen seien. Dawkins dagegen legt dar, wie die Evolutionstheorie von Charles Darwin plausibel die Existenz von Lebewesen erklärt, ohne dass dafür ein Schöpfergott notwendig wäre. Dazu erklärt er den Unterschied zwischen einem komplett zufälligen Prozess und einem Prozess mit zufälligen Mutationen und anschließender Selektion. Dies wird durch ein Beispielprogramm (das Wiesel-Programm) erläutert und zusätzlich war auch das Computerprogramm The Blind Watchmaker erhältlich, welches den Prozess der natürlichen Selektion simuliert.
Am Ende des Buches benutzt Dawkins die Tatsache, dass die Komplexität in der Natur durch die Evolutionstheorie von Darwin erklärt werden kann, als Argument gegen konkurrierende Theorien und stellt fest, dass es keine Alternativen gebe. Daraus schließt er, dass die Existenz von Lebewesen ohne die Annahme eines Gottes erklärt werden könne. Während Paley einen intelligenten Schöpfer („Uhrmacher“) am Werk sah, beschreibt Dawkins, wie sich allein aus dem Zusammenwirken von zufälliger („blinder“) Mutation und nicht-zufälliger natürlicher Selektion evolutionäre Kreativität ergibt („Uhrmacher“).
1987 produzierte Richard Dawkins die BBC-Dokumentation The Blind Watchmaker, in der er die Kernaussagen seines Buches ausführt.